# Reino de Tierra Firme
El Reino de Tierra Firme era una entidad territorial o demarcación administrativa continental a conquistar, cuya denominación era esencialmente literaria ya que nunca tuvo un «rey», y nominalmente pertenecía a los Reinos de Indias. Por lo cual el nombre sencillo de Tierrafirme, Tierra Firme o Costa Firme en los primeros tiempos coloniales fue el nombre genérico y no político que se le dio originalmente a los territorios costeros septentrionales de América del Sur y litoral caribeño de América Central —desde las actuales Guayanas hasta el cabo Gracias a Dios de las presentes repúblicas de Honduras y Nicaragua— por ser la primera región no insular del continente en ser explorada por los europeos a partir de 1498 hasta 1502, año en que su parte occidental pasó a llamarse Nueva Castilla de Oro del Reino de Tierra Firme. Por haber descubierto Alonso de Ojeda en 1499, en el oriente, el golfo que se llamaría de Venezuela, este nombre se extendió a lo largo de la «Tierra de Gracia», y posteriormente al dividirse en sus entidades políticas desde 1502, en su porción oriental se formaron las gobernaciones de Coquibacoa y la provincia de Venezuela en 1527, entre otras.
La dicha parte occidental del Reino de Tierra Firme, que se extendía desde el cabo Gracias a Dios en Centroamérica hasta el cabo de la Vela en Sudamérica, se distribuyó desde 1508 entre las nominales gobernaciones de Veragua y de Nueva Andalucía, recién colonizadas en 1510 y la segunda finalmente dividida en 1533, entre las provincias de Cartagena y de Santa Marta, que sí eran entidades políticas.
Ya desde 1535 al nombre que contenía el término de Tierra Firme o bien Tierrafirme se le restringió su territorio y se lo acortó a Castilla del Oro de Tierra Firme, el cual solo abarcaba la parte oriental de la entonces gobernación de Castilla del Oro, con la cual se confunde habitualmente, fusionándose nuevamente sus nombres, coincidente con la Real Audiencia de Panamá que comprendía a su vez el istmo de Panamá y parte de los territorios neogranadinos hasta el río Atrato y el golfo de Urabá por el este y la bahía de Buenaventura —en donde se fundó en 1540 la ciudad homónima del nuevo adelantamiento y gobernación del Río San Juan del capitán Pascual de Andagoya— por el sur, y cuya capital fuera desde 1520 la Ciudad de Panamá, y finalmente desde 1539 se convirtió en una entidad política y judicial llamada presidencia-gobernación de Tierra Firme, al perder su predecesora Castilla del Oro su porción costarricense u occidental.
También se la conoció como provincia de Tierra Firme desde 1550, al transformarse en una dependencia directa del virreinato peruano, pero en 1614 al restablecerse su real audiencia, aunque subordinada a la de Lima, consiguió mayor autonomía, conservándola al traspasarla al virreinato neogranadino en 1739 pero luego se la degradó a comandancia general de Tierra Firme en 1751.

## Etimología y su uso en lossigloXV-XVII

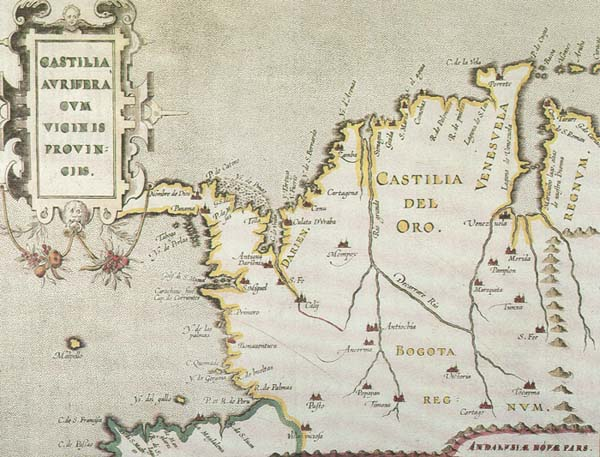
Mapa del primigenio territorio nominal de la Nueva Castilla de Oro del Reino de Tierra Firme o bien Reino de Tierra Firme en su región occidental, desde 1502 hasta 1514. En la porción central del Reino de Tierra Firme se organizó de manera efímera en el año 1502 la gobernación de Coquibacoa en el territorio que comenzaría a llamarse Pequeña Venecia o Venezuela, y luego en las regiones más occidentales fueron creadas en 1508 la gobernación de Veragua —colonizada desde 1510, al cual se le separó la gobernación de Castilla del Oro en 1514 y el «Ducado de Veragua» en 1537, para convertirse en la Veragua Real— y la 'gobernación de Nueva Andalucía', desde el golfo de Urabá hasta el cabo de la Vela, que infructuosamente fuera colonizada en 1510 y definitivamente desde 1525 (a su vez se dividió en 1533 entre las gobernaciones de Cartagena y de Santa Marta). En 1527 se erigió en la Tierrafirme oriental la nueva «Provincia de Venezuela» trasformada en 1529 en el feudo germánico de Klein-Venedig —dejaría de ser un señorío feudal en 1546— y en el extremo oriente de la primigenia Tierra Firme se creó en 1568 la provincia de Nueva Andalucía o de Cumaná.

Esta locución adj. «Tierra Firme» era el nombre geográfico que, desde antes y después de la época, se usaba común, científica y políticamente en España para denominar a los continentes y sus regiones «tierras firmes» diferenciándolos de las islas, islotes o archipiélagos. En latín «terra firma», donde firme -adjetivo- valía por estable, invariable, persistente y un amplio etc., también se usaba como palabra compuesta «Tierrafirme». Proviene del concepto «tierra continua» en contraste con islas y archipiélagos. En el Tratado de Alcáçovas se usó «islas e tierras», en Capitulaciones de Santa Fe «yslas e tierras firmes» y en Tordesillas «asy islas como tierra firme» en sentido únicamente continental. El término genérico «tierra» se usaba para indicar lo «natural». La voz continente era parte del vocabulario lexicográfico aunque no se usaba específicamente como un descriptor geográfico, sino para casos que conceptualmente 'contienen cosas', «abrazar en sí otra cosa».

(...) en que fue é nombré por capitán della á Juan de Grijalva, vecino de la villa de la Trinidad desta isla (...) y con la razón de todo lo que le había ocurrido hasta otras islas é tierras que de nuevo descubrió, que la una es una isla que se dice Cozumel é le puso por nombre Santa Cruz, y la otra es una tierra grande que parte della que se llama Ulúa, que puso por nombre  Santa María de las Nieves, desde donde me envió la dicha carabela é gente, é me escribió como iba siguiendo su demanda, principalmente á saber si aquella tierra era isla ó tierra firme; (...)
Instrucción que dio Diego Velázquez en 1518

(...) y junto a ella Ybiça, donde jamás se hallo culebra ni serpiente, que son cosas de admiración, y para loor de Dios: y en frente en la costa y tierra firme de Cataluña, esta la insigne ciudad Tarragona, cabeça de la provincia Tarragonesa, y Celtiberia que fue feria muy famosa de los Chaldeos (...)
Historia de los reyes Godos que vinieron de la Scitia de Europa ... - Julián del Castillo, 1582

(...) aquel espantoso cabo de los antiguos, que ahora llaman de Buena Esperanza, que es una punta que sale de la Tierrrafirme de África quinientas leguas al mar Occeano; (...)
Noticias historiales de las Conquistas de tierra firme en las Indias ... - Pedro Simón, Petrus Simonis. 1626

## Historia resumida
El Reino de Tierra Firme, cuya denominación es esencialmente literaria ya que nunca tuvo un «rey» y está referida a la entidad territorial o demarcación administrativa nominal, en un principio constituyó un teórico territorio del Virreinato colombino que surgió en 1492 (y duraría hasta 1524).
La región oriental del Reino de Tierra Firme que llegaba hasta las Guayanas, comenzó a colonizarse desde la isla sudamericana de Cubagua en el año 1500 que dio origen en el mismo año a la aldea continental de Puerto de las Perlas, en la desembocadura del entonces río Cumaná, que originó a la ciudad de San Francisco de Cumaná en 1515 —y su consecuente alcaldía mayor y luego como provincia de Nueva Andalucía y Paria en 1568, dependiente de la Capitanía General de Santo Domingo hasta 1739— además de la infructuosa y efímera gobernación de Coquibacoa en 1502, la provincia de Trinidad de 1525 hasta 1535, el adelantamiento y gobernación de Margarita de 1526 hasta 1593, año que pasó a ser una dependencia de Santo Domingo (hasta 1739), y la provincia de Venezuela en 1527, trasformada en 1529 en el nuevo feudo germánico de Klein-Venedig de la familia Welser (hasta 1546, año del restablecimiento provincial).
En la región occidental que llamaban Nueva Castilla del Oro del Reino de Tierra Firme, que en 1508 fuera nominalmente dividida entre Diego de Nicuesa quien obtuvo la gobernación de Veragua y Alonso de Ojeda la de Nueva Andalucía, en la primera se le separó en 1512 la gobernación del Darién que en 1514 fuera suprimida y ampliada como una nueva gobernación que se llamó Castilla de Oro y al escindirse en 1539 en tres porciones, su parte occidental formó la incipiente gobernación de Nueva Cartago y Costa Rica y la meridional sudamericana originó a la gobernación de San Juan, por lo cual el remanente se la llamó presidencia-gobernación de Tierra Firme que por primera vez constituía con este nombre una entidad política y judicial, ya que se inauguró en el mismo año la Real Audiencia de Panamá.
Perdió su independencia administrativa, en el año 1543, al extinguirse su audiencia y quedar degradada como alcaldía mayor de Panamá y Nombre de Dios —que incluía también la región del Darién— dentro de la jurisdicción de la Capitanía General de Guatemala y que a su vez formaba parte como una entidad autónoma del Virreinato de Nueva España.
Posteriormente como provincia de Tierra Firme pasó a ser una dependencia directa del Virreinato del Perú, desde 1550 hasta 1565, año en que se reinstaló la Real Audiencia de Panamá y se desintegró la vecina capitanía general guatemalteca, por lo cual adquirió jurisdicción sobre los territorios de las provincias de Nueva Cartago y Costa Rica, de Nicaragua y de Comayagua u Honduras, hasta el río Ulúa y el golfo de Fonseca, obteniendo así nuevamente autonomía como presidencia-gobernación de Tierra Firme, pero perdió dichos territorios en el año 1570.
Su autonomía virreinal se mantuvo pero en 1614 su real audiencia pretorial pasaría a ser subordinada a la Real Audiencia de Lima, y desde 1739, al ser la provincia incorporada al restablecido Virreinato de Nueva Granada, la real audiencia pasó a ser subordinada a la Real Audiencia de Bogotá.
Finalmente la entidad administrativa sería extinguida junto con la audiencia panameña, perdiendo así su categoría de provincia para transformarse en la «comandancia general de Tierra Firme» en 1751 hasta su independencia de España en 1821.

## El nominal Reino de Tierra Firme y sus entidades políticas

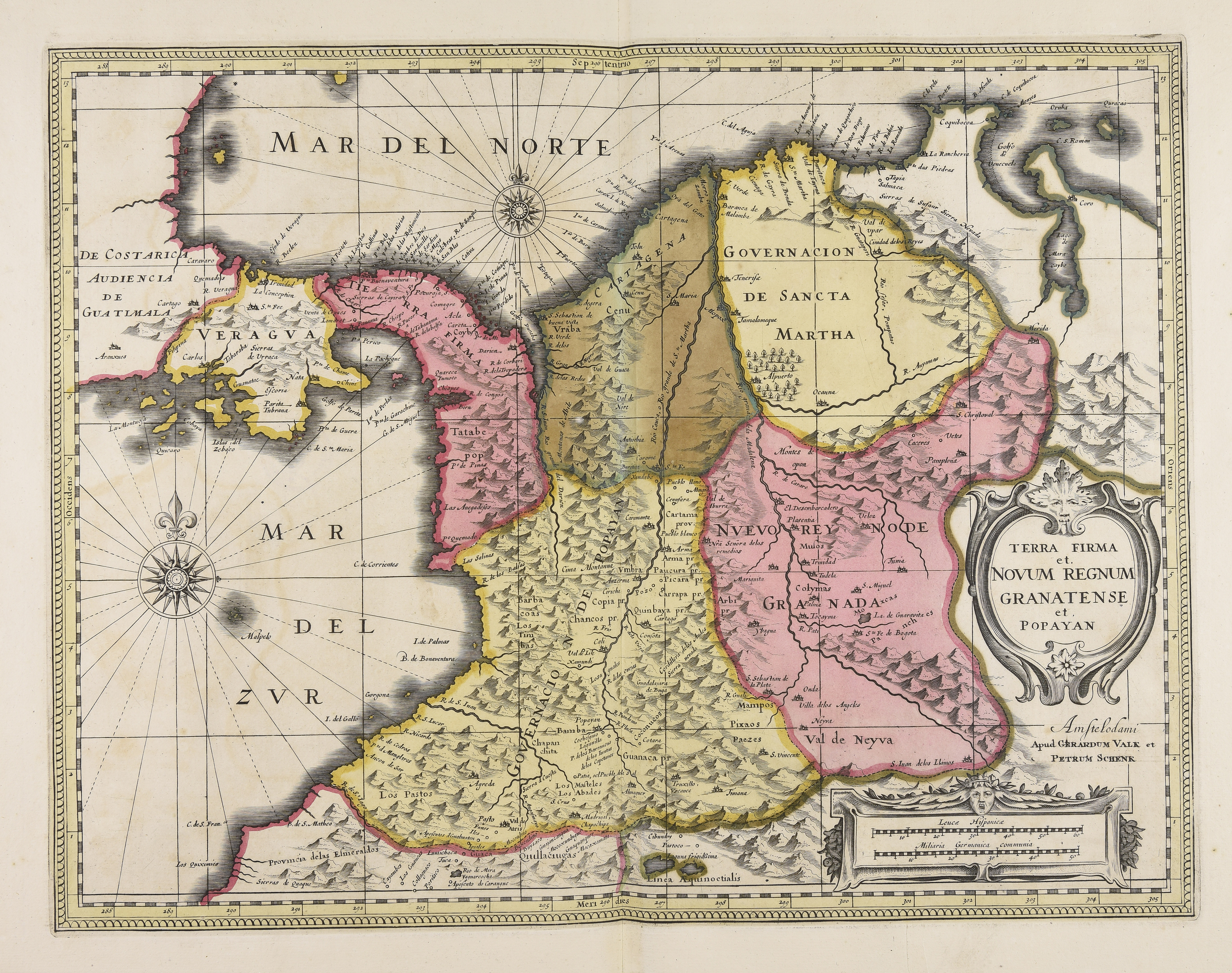
Mapa de las primeras divisiones coloniales del Reino de Tierra Firme, Nuevo Reino de Granada y Popayan a principios del.

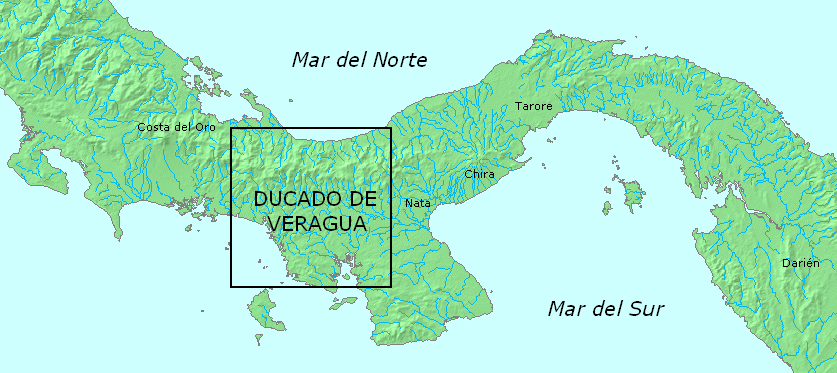
Ducado de Veragua.

La región oriental de Venezuela fue el primer punto de tierra firme de América al que llegaron los españoles. Del 4 al 12 de agosto de 1498 Cristóbal Colón exploró el golfo de Paria en lo que hoy es el estado Sucre y denominó esta región como «Tierra de Gracia» por lo apacible de los indígenas que la poblaban y las bellezas del paisaje.
En su exploración, el navegante recorrió la desembocadura del río Orinoco y quedó impresionado por la cantidad de agua dulce, lo que le hizo saber que había llegado a un continente y no a un grupo de islas. En su bitácora, Colón describió estas tierras como parte de un nuevo continente desconocido por los europeos, pero luego se retractó y aclaró que son parte de Asia.
Durante la época de los viajes menores de Alonso de Ojeda y la fase inicial de la conquista y colonización de América estos territorios se denominaron «Tierra Firme». En ellos los españoles establecieron asentamientos como el de Puerto de las Perlas donde se dedicaban a la extracción de las mismas.

### La nominal Nueva Castilla de Oro del Reino de Tierra Firme
Una vez descubierto por Ojeda en 1499 el golfo y territorio circundante que se llamaría Pequeña Venecia o Venezuela, cuyo nombre se extendería a la Tierra de Gracia descubierta por Cristóbal Colón en el año anterior, y que se creara la efímera gobernación de Coquibacoa en 1502, la región occidental sin colonizar del Reino de Tierra Firme pasó a llamarse Nueva Castilla de Oro.
En 1508, la misma fue nominalmente dividida entre Diego de Nicuesa quien obtuvo la gobernación de Veragua, la cual se extendía desde el río Atrato en el golfo de Urabá hasta el cabo Gracias a Dios, y Alonso de Ojeda la de Nueva Andalucía, desde el citado río Atrato al cabo de la Vela (en donde más tarde se fundarían las ciudades de Santa Marta en 1525 y de Cartagena de Indias en 1533).
Nicuesa fundó la ciudad de Nombre de Dios y Vasco Núñez de Balboa ilegalmente la de Santa María la Antigua del Darién, ambas en 1510. Posteriormente, a partir del 1 de marzo de 1511, Balboa se hizo cargo de facto del gobierno de Nombre de Dios debido a la muerte de Nicuesa, y poco después, el rey lo nombró el 23 de diciembre de 1511 gobernador y capitán general del Darién, asumiendo su cargo a principios de 1512 (hasta julio de 1514).

### Gobernación de Castilla del Oro
En mayo de 1513, Pedrarias Dávila fue nombrado gobernador y capitán general de Castilla del Oro, que incluía todo el territorio de la costa desde el golfo de Urabá en Sudamérica —al noroeste de la actual Colombia— hasta las vecindades del río Belén en Centroamérica por el oeste —actualmente hace de límite entre las presentes provincias panameñas de Veraguas y de Colón— y en donde comenzaba el territorio residual de la gobernación de Veragua.
El 25 de septiembre de 1513 Balboa tomó posesión del «Mar del Sur» que él descubrió. Recién Pedrarias llegó a la ciudad de Darién en julio de 1514 y fundaría la nueva ciudad de Nuestra Señora de la Asunción de Panamá, el 15 de agosto de 1519.

## Tierrafirme propiamente dicha en Castilla de Oro oriental

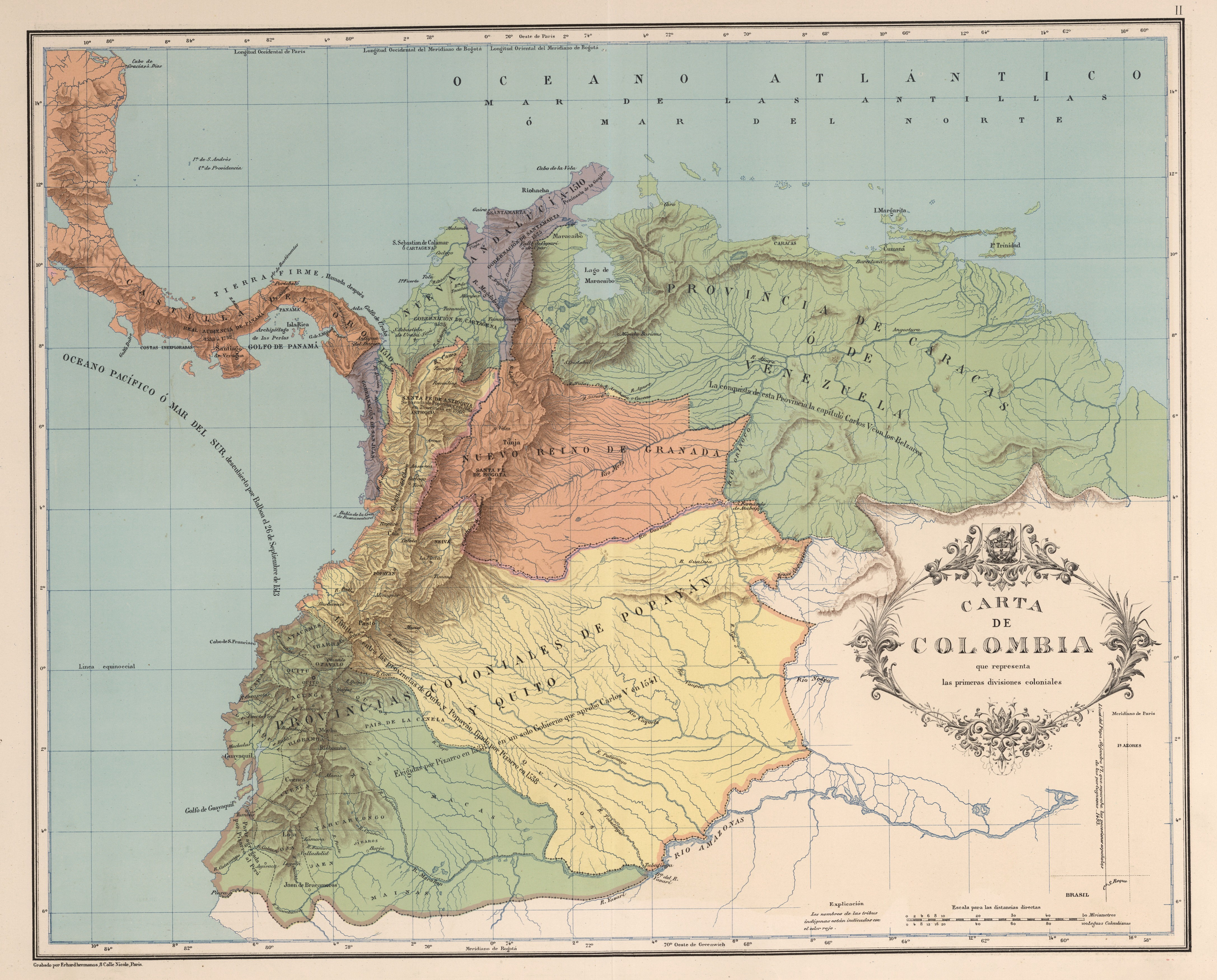
Primeras divisiones coloniales de Tierra Firme, 1538. La "Provincia de Quito" pertenecía al "Reino del Perú", mientras la "Gobernación de Popayán" pertenecía al "Reino de Tierra Firme". No obstante, la "Gobernación de Popayán" dependía jurídicamente de la "Real Audiencia de Quito".

La gobernación de Castilla de Oro que comprendía la parte este de la primigenia gobernación de Veragua, cuyos límites orientales y sudorientales llegarían respectivamente hasta el río Atrato y el cabo Corrientes, comenzó a expandirse hacia el occidente con Pedro Arias Dávila, adquiriendo en 1524 los territorios de la nueva Villa de Bruselas y de las urbes de Granada y de León, las cuales se separaron en 1527 para conformar la provincia de Nicaragua, que dependería de la Real Audiencia de Santo Domingo (hasta 1539).
Varias reales cédulas del emperador Carlos I configuraron el territorio:
- Del 16 de febrero de 1533: "Porqve los límites de la Provincia de Cartagena comiençan desde el Río grande del Magdalena, que parte terminos con la de Santa Marta, hasta el otro Rio, del Darien, que corre por el Golfo de Vrabá, con setenta leguas de costa. Declaramos que la culata de este Golfo, donde estaba el Cacique Cemaco, toca á la Gobernación de Tierrafirme."

- Del 26 de febrero de 1538: Creación de la Real Audiencia de Panamá, señalando los límites de la Tierra Firme:

En la Ciudad de Panamá, de el Reyno de Tierra Firme, resida otra nuestra Audiencia y Chancilleria Real, con vn Presidente, Governador y Capitan General [...] tenga por distrito la Provincia de Castilla del Oro, hasta Portobelo y su tierra: la Ciudad de Nata y su tierra: la Governacion de Veragua: y por el Mar del Sur, ázia el Perú, hasta el Puerto de la Buenaventura, exclusivé: y desde Portobelo, ázia Cartagena, hasta el rio de Darien, exclusivé, con el Golfo de Vrabá y Tierra Firme, partiendo terminos por el Levante y Mediodia con las Audiencias de el Nuevo Reyno de Granada, y San Francisco del Quito: por el Poniénte cõ la de Santiago de Guatemala: y por el Septentrion y Mediodia cõ los dos Mares del Norte y Sur. Y mandamos, ‘q el Governador y Capitan General de dichas Provincias y Presidente de la Real Audiencia de ellas, tenga, vse y exerça por si solo el govierno de la dicha Provincia de Tierra Firme, y de todo el distrito de la Real Audiencia [...]

Finalmente la toponimia de Tierrafirme comenzó a circunscribirse a la parte oriental de Costa de Oro en el año 1535 y cuando su territorio central pasó a conformar el Ducado de Veragua el 19 de enero de 1537 —que se lo concedieron a Luis Colón, nieto del gran almirante, como consecuencia del laudo arbitral dictado en julio de 1536 que puso fin a los pleitos colombinos— quedó dividida en dos porciones, y por real cédula del 3 de marzo del mismo año se ordenó que «Toda la Provincia de Veragua sea de la Gobernación de Tierra Firme».

## Presidencia-gobernación de Tierra Firme
A principios de 1539 se instaló la Real Audiencia de Panamá, creada por real cédula de 1538, pero Castilla de Oro perdía la parte occidental a favor de la incipiente gobernación de Nueva Cartago y Costa Rica. De esta forma se unificaron en la jefatura de Panamá los títulos de gobernador, capitán general y presidente de la real audiencia, creándose la presidencia-gobernación de Tierra Firme.
Durante el gobierno de Francisco Pérez de Robles, entre 1539 y 1543, la administración fue perniciosa e inmoral, por lo cual le aparejó un juicio de residencia y la destitución del mando.

## Alcaldía mayor guatemalteca de Panamá y Nombre de Dios
Instalada definitivamente la Real Audiencia de los Confines en 1543, creada por real cédula de 1542, se ordenó extinguir la de Panamá, pasando la Tierrafirme propiamente dicha a ser degradada a alcaldía mayor, con el nombre de Panamá y Nombre de Dios, e incorporándola a la nueva Capitanía General de Guatemala que a su vez pasaba a ser una entidad autónoma dentro del Virreinato de Nueva España.

## Provincia peruana de Tierra Firme
En la real cédula de 2 de mayo de 1550, el rey estableció: «Ordenamos, que la Provincia de Tierra Firme, llamada Castilla del Oro, sea de las Provincias del Perú, y no de las de Nueva España».
En 1556 el gobernador de Tierra Firme, el licenciado Juan Ruiz de Monjaraz, se trasladó al interior para inducir a los indígenas a vivir congregados en pueblos, tarea en la cual le prestó ayuda el fraile dominico Pedro de Santa María. Con ese fin se fundó la población de Santiago de Olá, a dos leguas de Natá.
Los vecinos de esta última población propusieron por ese tiempo al almirante Luis Colón conquistar y poblar el Ducado de Veragua, oferta que el duque acogió favorablemente, pero por un arreglo arbitral que celebró con la Corona española en 1556, convino en ceder los derechos que tenía sobre el territorio a cambio de una renta perpetua. De este modo el ducado fue incorporado como Veraguas a la provincia de Tierra Firme en 1560.
En 1563, se nombró como gobernador de Tierra Firme a Juan Bustos de Villegas pero este no llegó a encargarse, pues murió en la ciudad Nombre de Dios a consecuencia de haberse caído de la mula en que iba a hacer el viaje a la Ciudad de Panamá, circunstancia que llevó al mando del territorio al licenciado Pineda, con cuya corta administración terminaría un período político de Tierra Firme como entidad secundaria sujeta a la Real Audiencia de Lima.

### Presidencia-gobernación autónoma de Tierra Firme
El 15 de mayo de 1565 se restableció la Real Audiencia de Panamá, por real provisión de 1563, y se le señaló una jurisdicción en el litoral pacífico que abarcaba desde la bahía de Buenaventura en Sudamérica hasta el golfo de Fonseca en Nicaragua, y por la costa caribeña desde el río Ulúa de la provincia de Comayagua u Honduras hasta el río Atrato por el oriente.
Tras peticiones del dominico Bartolomé de las Casas, el rey Felipe II emitió la real provisión del 28 de junio de 1568, ordenando el restablecimiento de la Real Audiencia de Guatemala, y que recién asumiera el nuevo capitán general guatemalteco con jurisdicción de los territorios ubicados entre las actuales Chiapas y Costa Rica el 5 de enero de 1570, cuando ingresaba a la ciudad de Guatemala con sus oidores y asumió oficialmente como presidente de la audiencia el 3 de marzo del mismo año.
La jurisdicción de la gobernación de Tierra Firme y su real audiencia pretorial quedó circunscrita al istmo de Panamá y alrededores, como ser la provincia de Veraguas en el oeste y la región de Darién en el este.

### Provincia de Tierrafirme y su real audiencia subordinada a la de Lima
Por una real cédula del 19 de julio de 1614, Felipe III ordenó "Que el Presidente de Panamá obedezca al Virrey del Perú, y tenga con él ordinaria comunicación, y le esté subordinado en gobierno, guerra y hacienda."
En la Recopilación de Leyes de Indias de 1680, en Ley IV (Audiencia y Chancilleria Real de Panamá en Tierrafirme) del Título XV (De las Audiencias y Chancillerias Reales de las Indias) del Libro II, se recoge la atribuciones en materia de gobierno por parte del gobernador, capitán y presidente de la Real Audiencia del Reino de Tierra Firme. En ella se plasma que:

...Y mandamos, que el Gobernador y Capitan General de dichas Provincias y Presidente de la Real Audiencia de ellas, tenga, vse y exerça por si solo el govierno de la dicha Provincia de Tierra Firme, y de todo el distrito de la Real Audiencia, assi como le tienen los Virreyes de las Provincias del Perú, y Nueva España, y provea y despache solo todas las cosas y negocios, que se ofrecieren, tocantes al govierno, y los Oidores no se entrometan en lo que á esto tocare, ni el dicho Presidente en las que fueren de justicia, y firme con los Oidores lo que proveyeren, sentenciaren y despacharen. Otrosi mandamos, que quando nuestros Virreyes del Perú proveyeren, como tales, algunas cosas en materias de govierno, guerra y administración de nuestra Real hazienda, y dieren algunos despachos sobre esto para el Presidente y Oidores de nuestra Real Audiencia de Panamá, los guarden, y hagã guardar y cumplir en todo y por todo, segun y como en ellos se ordenare, sin remission alguna.

En la citada ley se establecía la superioridad del gobernador y capitán general del Reino de Tierra Firme, además se le otorgaban amplias facultades para gobernar equiparables a la de los Virreyes. Sin embargo, como excepción se señalaba, el acatamiento de las órdenes que diese el virrey de Perú, por lo que si bien el gobernador de Tierra Firme contó con una gran autonomía, durante el siglo XVII el virrey del Perú, ejerció su poder para mediar en los conflictos que se suscitaban en el gobierno del territorio.
El rey Carlos II,crea con el vizcondado previo de la Vega, mediante real cédula del 18 de abril de 1690, y real despacho expedido el 3 de enero de 1694, el Marquesado de Nevares en favor de Jerónimo José de la Vega Valdés y Caviedes, gobernador de las islas de Tierra Firme y capitán general de Popayán (Colombia)

### Pérdida efímera de su autonomía y restablecimiento
En 1718, la Corte recibía informes en los cuales se externaba una gran inestabilidad de los gobiernos de Tierra Firme y el desasosiego general que se derivaba de la conducta de los oidores de la audiencia panameña, por lo que en ese mismo año, se destituyó al gobernador Hurtado y se mandó a extinguir el tribunal de Panamá, agregando el territorio de su jurisdicción a la autoridad del virrey del Perú y de la Real Audiencia de Lima, con cuya medida se creyó que las cosas marcharían mejor en el reino.
Mediante cédula de 21 de julio de 1722 mandó la Corona restablecer la Real Audiencia de Panamá, considerando las dificultades que para el buen gobierno originaba la distancia entre la colonia y las autoridades del Perú, de las cuales dependía. La audiencia quedó restablecida tal como había existido en la época de su primera erección, con un presidente, cuatro oidores y un fiscal. Con la investidura de presidente de la audiencia y el cargo además de comandante general de Tierra Firme, Jerónimo Badillo ejerció el mando hasta fines de 1723 en que murió.

## Provincia neogranadina de Tierrafirme y su real audiencia subordinada a la de Bogotá
El 20 de agosto de 1739 se expidió la real cédula por la cual se restableció el virreinato de Santafé, incluyendo en él, con los territorios del Nuevo Reino de Granada, Venezuela y Quito, el de las provincias de Panamá y de Veraguas, “con todas las ciudades, villas y lugares; y los puertos, bahías, surgideros, caletas y demás pertenecientes en uno y otro mar a Tierra Firme”.
La jurisdicción correspondiente a los magistrados seccionales quedó en el mismo pie, conservando el gobernador de Panamá la supremacía sobre los de Portobelo, Veraguas y Darién. La audiencia, subordinada al virreinato, mantuvo sus privilegios en lo local y la misma configuración en el personal, siendo su presidente el gobernador y capitán general de todo el territorio.

### Comandancia general de Tierra Firme en el virreinato neogranadino
La necesidad de implantar la economización de los gastos del gobierno de Tierra Firme y de poner fin al estado de agitación en que mantenía al país la intemperancia de los oidores, determinaron la extinción definitiva del Tribunal de la Audiencia de Panamá por cédula del 20 de junio de 1751 y por ende de la provincia de Tierra Firme.
Los territorios quedaron regidos por un gobierno netamente militar a cargo de Manuel Montiano, con dependencia de la autoridad del virrey de Nueva Granada y, en lo contencioso, de la Real Audiencia de Santafé. La sede de Panamá siguió siendo sufragánea del Arzobispado de Lima y se creó entonces la comandancia general de Tierra Firme, cuyos límites se conservaron desde el Atrato hasta los linderos de la Capitanía General de Guatemala, que incluía las provincias de Panamá, Darién, Veraguas y Portobelo.
El movimiento de Independencia de Panamá de España se inició el 10 de noviembre de 1821 en la villa de Los Santos perpetrado por Segundo de Villarreal. Finalmente el 28 de noviembre del citado año se proclamó oficialmente la emancipación del Imperio Español y la decisión de mantener la unión con la Nueva Granada ahora convertida en la Gran Colombia con el nuevo nombre de departamento del Istmo.

## Gobierno provincial
En la provincia de Tierra Firme la autoridad máxima era el gobernador y capitán general residente en la Ciudad de Panamá, quien sin embargo, se titulaba en ocasiones gobernador de Tierra Firme. Los mandatarios colocados en grado inferior al jefe de Panamá, eran los teniente de gobernador de Veraguas, el de Portobelo y el del Darién.